# Melanthalia
Melanthalia, rod crvenih algi iz porodice Gracilariaceae smješten u tribus Gracilariopsideae, dio potporodice Melanthalioideae. Taksonomski je priznati rod endemičan za Australiju i Novi Zeland, s jednom vrstom iz Nove Kaledonije. Postoje četiri vrste.

## Vrste
1. Melanthalia abscissa (Turner) J.D.Hooker & Harvey
2. Melanthalia obtusata (Labillardière) J.Agardh
3. Melanthalia polydactylis J.Agardh
4. Melanthalia vieillardii Kützing